# Boeing X-53 Active Aeroelastic Wing
L'X-53 Active Aeroelastic Wing (AAW) è un programma di sviluppo di aerei da caccia dotato di ali elastiche a cui hanno partecipato l'Air Force Research Labs, la sezione della Boeing Phantom Works ed il personale del Dryden Flight Research Center della NASA. Le due semiali elastiche furono montate su un F/A-18 Hornet appositamente modificato, dopo anni di ricerche iniziate verso la metà degli anni ottanta in galleria del vento. La designazione di X-53 fu adottata saltando X-52 perché confondibile col famoso Boeing B-52 Stratofortress.

## Tecnica
La tecnologia Active Aeroelastic Wing (AAW) integra aerodinamica, controlli attivi, comportamento aeroelastico del velivolo per massimizzare le performance del velivolo. Il progetto usa la flessibilità aeroelastica dell'ala per un miglioramento delle prestazioni attraverso l'uso di ali sottili ad alto allungamento.
L'uso di controlli fly-by-wire dei bordi d'attacco e d'uscita, permette di deformare l'ala sfruttando l'energia del flusso d'aria con un movimento minimo delle superfici di controllo. Nonostante questa tecnologia sfrutti le reazioni di svergolamento dell'ala alle alte velocità, può essere vista come una specie di "ritorno al passato" dato che il primo aeroplano dei Fratelli Wright sfruttava un'idea simile.
I benefici che la tecnologia AAW apporterà ai futuri aeroplani saranno: maggiore controllo, minore resistenza aerodinamica, minore peso strutturale; a seconda dei casi questi benefici potrebbero diventare anche minore peso al decollo e/o minori costi produttivi.
La versione di pre-produzione dell'F/A-18 è un aereo ideale per provare la tecnologia AAW: l'ala di questo aereo è relativamente lunga per un caccia. Un F/A-18 è stato modificato per consentire alle superfici di controllo sul bordo di entrata, in concerto con quelle sul bordo di uscita, di controllare la torsione aeroelastica dell'ala e fornire eccellenti prestazioni di controllo ad alta velocità.

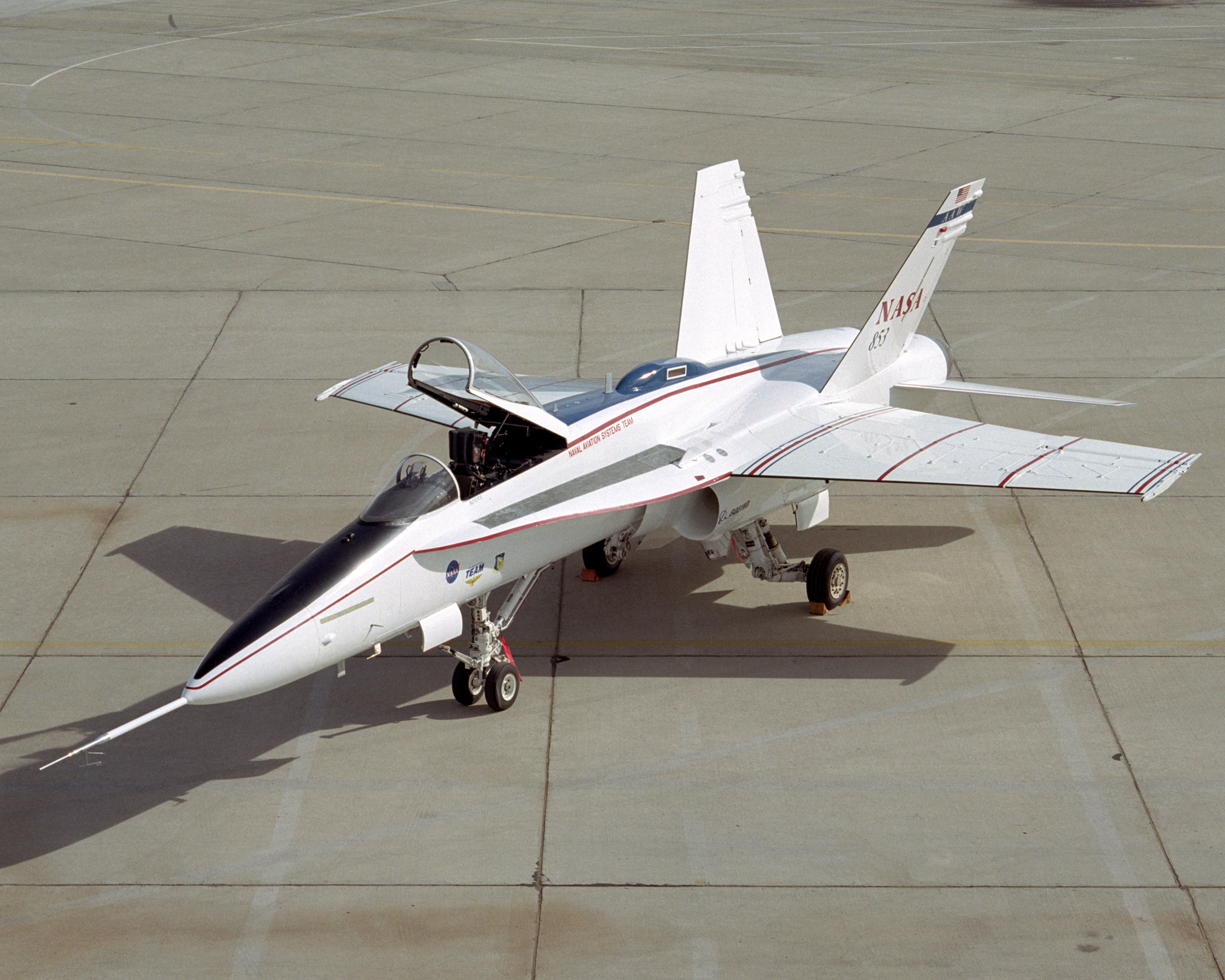
L'X-53 al Dryden Research Center della NASA a Edwards

## Impiego operativo
L'F/A-18 Hornet modificato è decollato per la prima volta nel novembre 2002. È stato poi ridesignato con la sigla X-53 dalla USAF il 16 agosto 2006.